# 宮本保孝
宮本 保孝（みやもと やすたか、1930年3月18日 - 2006年2月27日）は、東京府出身の大蔵官僚。

## 来歴・人物
大蔵省では銀行局長、理財局長などを務めた。銀行局長に就任し、同期のなかで最も早く局長に就いた。時に国際化や自由化、金利一元化にみる郵貯問題で銀行局や業界事態が地盤沈下していた中での就任だったが、就任理由は、澄田智元銀行局長の下で金融効率化問題を手掛けるなど、課長補佐時代から将来の銀行局長候補といわれていたこと、直接的には、前任の米里恕局長が新銀行法制定作業を巡り銀行業界（全銀協）と対立。銀行界が造反し、時の渡辺美智雄蔵相に直訴したトラブルで、翌年夏に更迭されたため。
退官後は信金中央金庫（全信協ないし全信連）の初代理事長を務めた。東洋信金の解体から三和銀行への吸収合併の際、預金保険機構が発動されたが、三和との交渉で全信協が余分に150億円も追加投入せざるを得なかった。これに懲りた全信協側がリーズナブルな交渉ができる人物をと、宮本に理事長就任を要請した経緯があった。
在任中は平成金融恐慌やペイオフ全面解禁に備えて信金業界で指導力を発揮、425ある信用金庫を298にまとめあげる業界再編に貢献した。

## 略歴
- 旧制成蹊高等学校卒業
- 1953年 東京大学法学部政治学科卒業[4]。国家公務員6級職試験（法律、行政職）を受け、大蔵省へ入省（昭和28年旧制組前期入省。大臣官房専売公社監理官室）[4]。28年旧制入省組同期には、近藤鉄雄（労働大臣）、吉野良彦（日本開銀総裁、国民金融公庫総裁、大蔵事務次官、主計局長、大臣官房長、経済企画庁長官官房長）、宮下創平、水野繁（東京経済大学理事長、JT社長、国税庁長官、証券局長）、大場智満（財務官）、松尾直良（関税局長）など。

- 1955年3月 関東財務局管財部不動産第1課
- 1956年7月 関東財務局理財部金融課金融検査官
- 1957年5月 国税庁高等税務講習
- 1957年6月 仙台国税局調査査察部調査課
- 1958年2月 仙台国税局調査査察部国税調査官
- 1959年11月2日 新宮税務署長
- 1960年11月 国税庁長官官房人事課長補佐
- 1968年6月 銀行局総務課長補佐
- 1969年8月20日 東北財務局総務部長
- 1970年6月22日 東北財務局総務部長 兼 東北財務局理財部長。
- 1970年7月1日 東北財務局総務部長
- 1970年12月1日 大臣官房文書課広報室長
- 1972年7月3日 主計局調査課長
- 1973年6月27日 主計局主計官（運輸、郵政、電信電話担当）
- 1974年7月10日 大臣官房付
- 1974年7月17日 銀行局銀行課長
- 1976年6月18日 銀行局総務課長 兼 銀行局銀行課長
- 1976年6月25日 銀行局総務課長 兼 銀行局特別金融課長
- 1976年7月5日 銀行局総務課長
- 1977年6月17日 東海財務局長
- 1979年7月10日 大臣官房審議官（銀行局担当）[5]
- 1980年6月17日 理財局次長（旧理財担当）[5]
- 1981年6月26日 銀行局長
- 1984年6月27日 理財局長
- 1985年6月 退官
- 1985年7月 農林漁業金融公庫副総裁
- 1991年10月 全国銀行協会連合会特別顧問
- 1993年5月 信金中央金庫理事長（初代）（〜2005年）
- 2006年2月27日 心不全のため死去[1]。

## その他
上野寛永寺輪王殿で行われた告別式には、三重野康（元日本銀行総裁）、武藤敏郎（日銀副総裁）、岩田一政（日銀副総裁）、小村武（日本政策投資銀行総裁）、斎藤次郎（東京金融先物取引所理事長）、薄井信明（国民金融公庫総裁）、前田晃伸（全国銀行協会会長）、鏡味徳房（第二地銀協会長）、五味廣文（金融庁長官）らが参列した。弔辞は長野幸彦（信金中金会長・全信協会長）、大前孝治東信協会長、大場智満（国際金融情報センター理事）らが読んだ。
（）内は当時の役職。